# João Victor
João Victor (São José dos Campos, 27 maart 1994) is een Braziliaans voetballer, die doorgaans speelt als linksbuiten. Victor werd in juli 2019 door VfL Wolfsburg van LASK.

## Clubcarrière
Victor is een jeugdspeler van Primeira Camisa en SE Palmeiras. Vanaf 2014 maakte hij deel uit van het eerste elftal van Joseense. In de zomer van 2015 maakte Victor de overstap naar Europa. Hij tekende een contract bij het Oostenrijkse Kapfenberger SV. Twee seizoenen later maakte hij de overstap naar LASK. En opnieuw twee seizoenen later volgde hij coach Oliver Glasner naar VfL Wolfsburg.